# Genevieve Caulfield
Genevieve Caulfield (* 8. Mai 1888 in Suffolk, Virginia; † 12. Dezember 1972 in Bangkok, Thailand) war eine blinde US-amerikanische Lehrerin, die eine Blindenschule in Thailand gründete.

## Leben
Caulfield erblindete im Alter von zwei Monaten, als ihr bei einer ärztlichen Routineuntersuchung eine ätzende Flüssigkeit in die Augen geriet. Durch eine Operation konnte ihre Wahrnehmung auf dem rechten Auge leicht verbessert werden. Sie besuchte zunächst die Perkins School for the Blind, eine Blindenschule in Boston, und machte später ihren Schulabschluss an der Overbrook School for the Blind in Philadelphia, an der sie die Brailleschrift erlernt hatte.
Mit dem Ziel, Lehrerin zu werden, begann sie ein Studium an der Trinity Washington University und beendete es an der Columbia University, wo sie die erste blinde Studierende war. Nach ihrem Studienabschluss arbeitete sie zunächst als Privatlehrerin für japanische Geschäftsleute in New York City. Im Jahr 1923 zog sie nach Tokio, wo sie als Englischlehrerin an einer High School unterrichtete und eine 14-jährige Pflegetochter bei sich aufnahm. In Tokio begegnete sie mehreren Thailändern und entnahm ihren Erzählungen, dass Blinde zur damaligen Zeit in Thailand ausgegrenzt wurden und keine schulische Förderung erfuhren. Caulfield beschloss daraufhin, eine Blindenschule in Thailand zu gründen.
Im Jahr 1936 reiste sie mit ihrer Pflegetochter nach Bangkok und traf sich mit thailändischen Regierungsbeamten, die ihr Ersuchen um finanzielle Unterstützung für ihr Schulgründungsprojekt jedoch ablehnten. Caulfield sammelte daraufhin Spenden in den USA und kehrte 1938 nach Bangkok zurück, wo sie ein kleines Haus anmietete und ihre erste blinde Schülerin, Than Ying Lek, die Tochter des thailändischen Prinzen Damrong Rajanubhab, unterrichtete. Bald darauf meldeten auch andere Eltern ihre blinden Kinder zu Caulfields Unterricht an. Caulfield stellte weitere Lehrer ein und schloss ihrer Schule einen Schlafsaal an, in dem sie ihre Schüler beherbergte.
Während des Zweiten Weltkriegs blieb Caulfield in Thailand, wo sie als westliche Staatsangehörige unter Hausarrest gestellt wurde, sie durfte jedoch weiter unterrichten. Im Dezember 1941 starb ihre Pflegetochter, kurz nachdem sie Zwillinge geboren hatte. Caulfield nahm sich der Kinder an, da der Vater vom japanischen Militär nach Burma entsandt worden war. Im Jahr 1943 stellte Caulfield eine weitere Lehrerin ein – Prinzessin Visakhanujchawee Svasti, die Tochter von Prinz Svasti Sobhana –, wodurch das Ansehen und der Bekanntheitsgrad der Schule stieg und die Schule schließlich auch finanzielle Unterstützung durch den Staat erhielt.
Ihre Autobiografie The Kingdom Within erschien 1960.
Im Jahr 1961 erhielt Caulfield den Ramon-Magsaysay-Preis und 1963 wurde sie von US-Präsident Lyndon B. Johnson mit der Presidential Medal of Freedom ausgezeichnet.
Sie war eine Tante der Schauspielerin Joan Caulfield.